# Swift-Tuttle

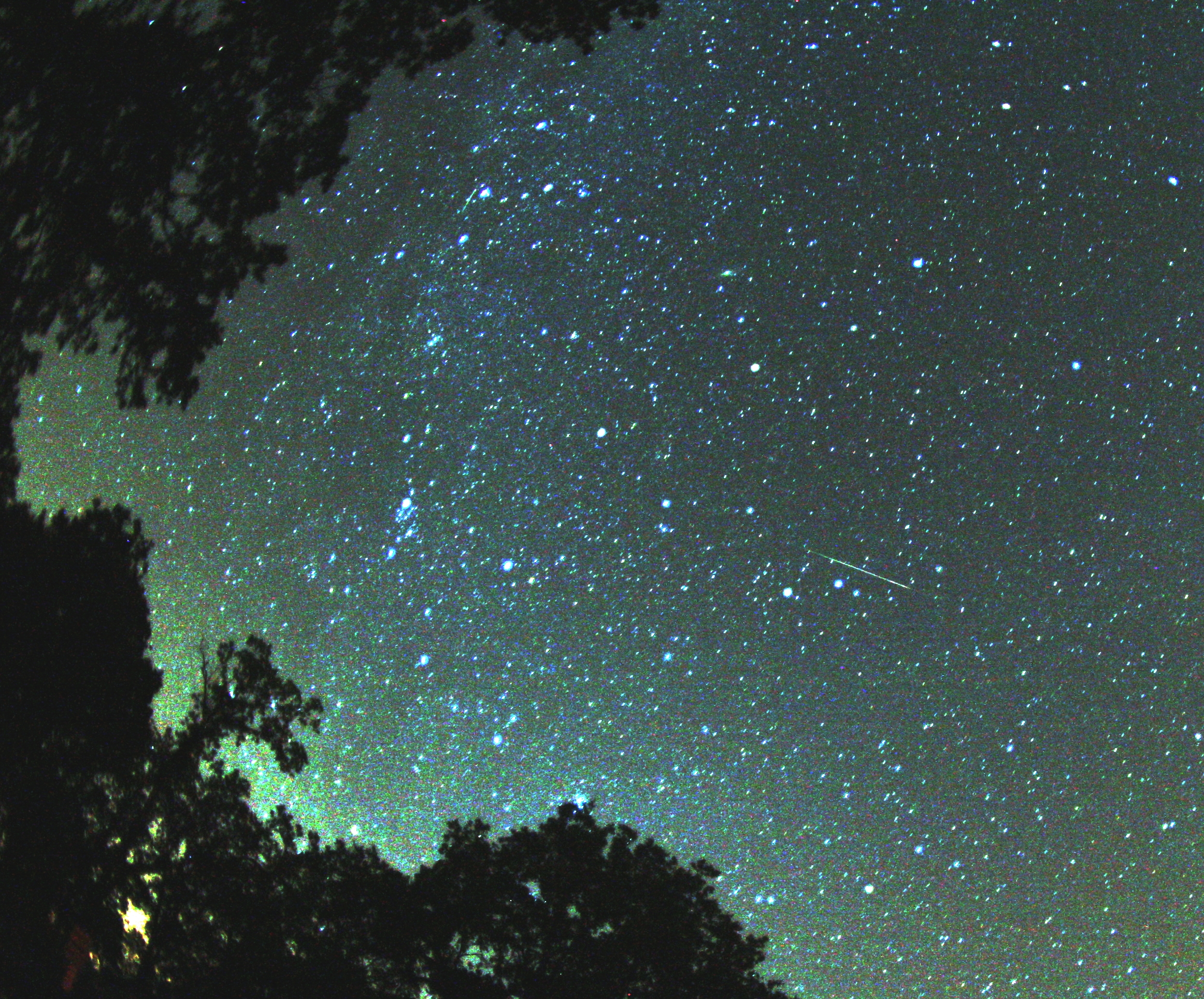
Meteorregnet Perseiderna orsakas av Swift-Tuttle.

Kometen Swift-Tuttle (officiell beteckning 109P/Swift-Tuttle) upptäcktes oberoende av varandra av Lewis A. Swift den 16 juli 1862 och av Horace Tuttle tre dagar senare. Man har dock hittat noteringar av kometen från så tidigt som år 69 f.Kr..
Kometen återkom i det inre solsystemet 1992 och återupptäcktes av den japanska astronomen Tsuruhiko Kiuchi. Swift-Tuttle är ursprunget till meteorregnet Perseiderna, den kanske mest kända meteorskuren på grund av dess pålitliga uppträdande.

## Potentiell jordkollision
Kometen har en bana med vilken den så småningom löper stor risk att kollidera med jorden eller månen, dock inte det här millenniet. Vid återupptäckten 1992 noterades att dess passage vid perihelium var 17 dagar från vad som förutspåtts, detta gjorde att kometens nästa passage den 14 augusti 2126 också uppskattats 15 dagar fel. Under en tid befarades det att denna nya bana skulle föra den så nära jorden att en kollision inte kunde uteslutas. Men med hjälp av observationer från tidigare passager, ända tillbaka till år 69 f.Kr., kunde man dra slutsatsen att den risken trots allt var obefintlig.